# Amazonas Futebol Clube
O Amazonas Futebol Clube, mais conhecido como Amazonas FC ou simplesmente Amazonas, é um clube de futebol brasileiro SAF com sede na cidade de Manaus, capital do estado do Amazonas. Fundado em 2019, tem como mascote oficial a onça-pintada e como cores oficiais o amarelo e o preto. Tem como principal conquista o título do Campeonato Brasileiro de Futebol de 2023 - Série C, além da marca de dois acessos nacionais consecutivos em suas primeiras participações, com apenas 4 anos de existência. A Onça-Pintada tem ainda o maior público pagante da história da Arena da Amazônia.
O Amazonas se destaca por ser uns dos clubes mais jovens a vencer um título nacional, o clube foi o segundo mais novo a vencer a Série C, com quatro anos, atrás apenas do Brasiliense. Nas divisões gerais do futebol brasileiro, o Amazonas foi o quarto mais novo, atrás apenas do Brasiliense e Paraná Clube.
Com o título da Série C de 2023, o clube é o primeiro e único clube campeão nacional do estado do Amazonas.

## História
O Amazonas teria sido idealizado por volta de 2017, dois anos antes de sua fundação, período em que foi planejado, até sua fundação oficial em 23 de maio de 2019. A ideia foi encabeçada por Wesley Couto, com a participação de pessoas como o então vereador de Manaus, Willian Abreu e Roberto Peggy. Willian Abreu teve passagem como diretor de futebol no Rio Negro e Roberto Peggy foi presidente do Nacional no biênio 2017-18, fazendo valer assim a continuada história dos clubes jovens de Manaus que sempre tem entre seus fundados integrantes de diretorias passadas de clubes tradicionais da capital. Além disso, os fundadores trouxeram para ser o primeiro diretor de futebol o ex-jogador Lecheva, que alternadamente esteve no clube de 2019 a 2021.
Já na altura de sua fundação, o clube já apresentava-se estruturado com sede, alojamentos e local para treinos. Além disso, planejava a construção de seu próprio centro de treinamentos na Avenida Constantino Nery. Para aquele inicio audacioso, o clube planejava uma folha salarial modesta, de em torno de R$50 mil, mas já fazendo ensaios de contratações audaciosas como a do jogador Juan. O clube inicialmente teve uma política de investir em medalhões do futebol brasileiro, trazendo também nomes como Maikon Leite (em 2020), Ibson e Walter, (em 2022).

### Primeiros passos, a Série B estadual de 2019
Fundado em 2019, o clube disputou a sua primeira competição oficial no mesmo ano, o Campeonato Amazonense de Futebol de 2019 - Segunda Divisão. O clube apresentou por meio de seu diretor de futebol e também técnico Lecheva o elenco com cerca de 30 jogadores, a maioria nomes conhecidos no futebol da região norte, além de jogadores oriundos do interior do estado.
A estreia oficial aconteceu em 12 de outubro de 2019, em partida realizada no Estádio Ismael Benigno onde venceu o Tarumã por 3 a 0. O primeiro gol da história foi marcado pelo atleta Deivison, aos 25 minutos do 1º tempo. Coube a Ivanilson marcar o 2º e 3º gol aos 21 e 31 minutos do 2º tempo.
Na sequência empatou em 0 a 0 com o Clíper, venceu o São Raimundo por 3 a 0 e fechou a fase regular batendo o Holanda pela expressiva marca de 6 a 1, garantindo assim seu acesso à Primeira Divisão estadual em seu ano de estreia. Na final enfrentou o São Raimundo, e novamente venceu o adversário, desta vez por 3 a 1, assim se consagrando campeão amazonense da Segunda Divisão, entrando para o hall de equipes campeãs profissionais com menos de seis mêses de fundação.

### Série D 2022 - Primeira competição nacional e acesso
Graças ao terceiro lugar geral no Campeonato Amazonense de Futebol de 2021, o Amazonas garantiu sua primeira participação em uma competição nacional, o Campeonato Brasileiro de Futebol de 2022 - Série D. Na primeira fase o clube fez parte de um grupo regionalizado com outras 7 equipes.

#### A estreia nacional
A "Onça-pintada" fez sua primeira partida oficial fora do estado do Amazonas no dia 17 de abril de 2022, quando viajou a Rio Branco, capital do Acre, para enfrentar o Humaitá. A partida foi disputada no estádio Arena da Floresta e foi vencida pelo aurinegro amazonense pelo placar de 1 a 0, com gol de Rafael Tavares aos 9 minutos do 2º tempo. O clube venceu suas 4 primeiras partidas na competição, vindo quebrar a sequência com um empate na 5ª rodada em 2 a 2 com o conterrâneo São Raimundo, depois de chegar a estar vencendo por 2 a 0. Sua única derrota na primeria fase foi na 11ª rodada, quando perdeu pelo placar de 2 a 1 para o Porto Velho, em Manaus, perdendo assim sua invencibilidade histórica em competições nacionais.. O clube encerrou a primeira fase como líder do grupo com 9 vitórias, 4 empates e apenas 1 derrota.

#### Segunda Fase
Na segunda fase o Amazonas enfrentou o Juventude-MA, classificado como 4º colocado do grupo A2. Apesar da evidente diferença de campanhas entre os dois, o clube maranhense mostrou seu valor, dificultando as coisas. Na primeira partida no modesto estádio Pinheirão, em São Mateus do Maranhão houve um empate em 0 a 0, trazendo a decisão da classificação para Manaus. No jogo de retorno, disputado no Carlos Zamith, a "onça-pintada" abriu o placar aos 11 minutos de jogo com Italo, mas a equipe maranhense conseguiu o empate aos 22 minutos. A partida seguiu assim até o final do tempo regulamentar, obtendo ares dramáticos, caminhando para uma disputa de pênaltis, quando no 5º minuto de acréscimo do 2º tempo, Italo novamente, marcou o gol heroico da classificação, fazendo assim 2 a 1 para o Amazonas.
- 23 de julho de 2022 - Juventude  0x0  Amazonas - Estádio Pinheirão, São Mateus do Maranhão.
- 31 de julho de 2022 - Amazonas  2x1  Juventude - Estádio Municipal Carlos Zamith, Manaus.

#### Terceira Fase
Na terceira fase o clube aurinegro enfrentou o clube sergipano Lagarto e assim como na fase anterior a vida da "onça-pintada" se complicou. A partida de ida foi realizada no Estádio Barretão, em Lagarto; lá o Amazonas saiu na frente com Ruan, aos 44 minutos do 1º tempo, mas a equipe local empatou aos 26 minutos do 2º tempo. Novamente a decisão se realizou em Manaus. A partida de volta foi realizada no Carlos Zamith; o Amazonas abriu o placar aos 20 minutos do 1º tempo com Italo, porem a equipe sergipana empatou nos acréscimos ainda do 1º tempo; parecia que ia se repetir o que acontecera na fase anterior, quando mais da metade do 2º tempo já havia decorrido com o resultado em 1 a 1, porem, aos 32 minutos da 2ª etapa, Italo novamente fez o gol da classificação; a partida se encerrou novamente com vitória do Amazonas por 2 a 1.
- 7 de agosto de 2022 - Lagarto  1x1  Amazonas - Estádio Barretão, Lagarto.
- 14 de agosto de 2022 - Amazonas  2x1  Lagarto - Estádio Municipal Carlos Zamith, Manaus.

#### Quartas de Final, a conquista do acesso
O clube chegou nas Quartas de Final e estava enfim disputando o sonhado acesso nacional. É necessário lembrar que em caso de não conseguir o acesso, o Amazonas só voltaria a uma competição nacional possivelmente em 2024, já que não se qualificou para as competições de 2023. O adversário dessa vez foi a Portuguesa-RJ, com o Amazonas chegando nesta fase como dono da melhor campanha geral.
A primeira partida foi disputada no tradicional Estádio Luso-Brasileiro, no Rio de Janeiro. Novamente a equipe amazonense saiu na frente, com um gol de pênalti batido por Rafael Tavares aos 18 minutos do 1º tempo. Os cariocas empataram aos 12 minutos do 2º tempo, e assim se encerrou a partida.
A partida de volta foi novamente disputada no Carlos Zamith. Apesar de ser uma partida decisiva e de grande apelo de público, o clube levou a partida para o estádio acanhado primeiro por buscar uma identificação com a região onde este está situado, segundo por conta da falta de disponibilidade da Arena da Amazônia, que encontrava-se alocada para um show da banda Guns N' Roses. Diante de quase 7 mil presentes e 4.900 pagantes, o Amazonas mostrou no 1º tempo o melhor do seu futebol, dominando completamente o adversário, chegando a abrir 3 a 0 no placar. O primeiro gol saiu aos 7 minutos com Yuri, aos 20 minutos saiu o 2º com Rafa e finalmente aos 38 saiu o 3º com autoria de Ruan. O Amazonas levou a partida com tranquilidade até mais da metade do 2º tempo, quando saiu o primeiro gol da Portuguesa. Depois a partida ficou nervosa com a equipe carioca indo pra cima, mas, o resultado foi administrado pelos amazonenses, apesar de ainda tomarem um 2º gol nos acréscimos. Final de partida 3 a 2 pro Amazonas e acesso histórico garantido, em sua primeira participação em competição nacional, sendo o clube mais jovem a conseguir um acesso na atual pirâmide do futebol brasileiro.
- 20 de agosto de 2022 - Portuguesa  1x1  Amazonas - Estádio Luso-Brasileiro, Rio de Janeiro.
- 28 de agosto de 2022 - Amazonas  3x2  Portuguesa - Estádio Municipal Carlos Zamith, Manaus.

#### Semifinal
Após conquistar o almejado acesso, o Amazonas se classificou às semifinais para buscar o título da competição, porém, a caminhada histórica da equipe amazonense parou por aí, enfrentando o clube mineiro Pouso Alegre. A "onça-pintada" acabou sendo derrotada duas vezes pelo placar de 1 a 0. Com isso, o Amazonas terminou a competição com o 3º lugar geral, além disso fez a dobradinha com os dois maiores goleadores da competição, com os jogadores Ítalo e Rafael Tavares como artilheiros marcando com 11 gols marcados cada, além de ser o ataque mais positivo com 46 gols feitos, que lhe garantiu também o melhor saldo de gols, com saldo positivo de 26 gols.
- 3 de setembro de 2022 - Pouso Alegre  1x0  Amazonas - Estádio Manduzão, Pouso Alegre.
- 11 de setembro de 2022 - Amazonas  0x1  Pouso Alegre - Estádio Municipal Carlos Zamith, Manaus.

### 2023 - Campeão estadual e da Série C

#### O inédito título estadual da Primeira Divisão
Na fase regular do Campeonato Amazonense de Futebol de 2023, iniciou perdendo, para o Manauara. A derrota não assustou o Amazonas, que venceu 7 dos 8 jogos restantes e se classificou como líder absoluto da fase regular. Nas Quartas de Final passou pelo Operário (2 a 1 e 2 a 0), depois, na Semifinal, eliminou o Nacional (1 a 0 e 0 a 0) e pela primeira vez conquistou o direito de disputar a final. Na final o adversário foi o Manauara, com quem empatou em 0 a 0 e depois venceu por 1 a 0, conquistando assim seu inédito título da Primeira Divisão estadual.

#### Início avassalador na Série C, queda de rendimento e renascimento
O Amazonas estreou na Série C 2023 em 3 de Maio de 2023, enfrentando o Brusque no Estádio Augusto Bauer, na cidade homônima ao clube, e foi derrotado por 1 a 0. Depois disso o clube viveu uma sequência "mágica" de 10 jogos invicto, onde venceu 7 e empatou outros 3 jogos, liderando a fase regular por 4 rodadas seguidas chegando a estar 5 pontos a frente do 2º colocado. Depois disso, veio um "apagão" nas 8 rodadas finais da fase regular, onde venceu apenas 2 jogos. Ainda assim se classificou em 3º lugar, muito por conta da "gordura" que havia acumulado na primeira metade da fase.
No quadrangular de acesso, o clube continuou o "apagão" e perdeu suas duas primeiras partidas, o que levou à demissão do técnico Rafael Lacerda, após 1 ano e 6 meses deste na função, tendo conquistado o acesso à Série C em 2022 e o título estadual de 2023. Para a continuação do Quadrangular, o clube trouxe Luizinho Vieira para assumir o cargo. Com a mudança, um novo gás trouxe o Amazonas das primeiras rodadas de volta: venceu o Volta Redonda duas vezes pelo placar de 2 a 0, Apesar das duas vitórias contundentes, o site "Chance de Gol" chegou a apontar que o Amazonas tinha apenas 28,2% de chances de subir e apenas 9,6% de disputar a final.

#### O "Mangueiraço"
Para o confronto em Belém do Pará, muitos já davam como certa a vitória do Paysandu e sua classificação para a final. Torcedores e até mesmo o clube por meio de suas redes sociais já planejavam não só a festa de acesso como a possível final. No dia anterior à partida, membros da torcida organizada do clube paraense descobriram onde o elenco do Amazonas estava hospedado e soltaram inúmeros fogos com o intuito de prejudicar o sono dos atletas do clube amazonense. A partida foi realizada em 1ºde Outubro, no Estádio Mangueirão, onde 49.907 torcedores se faziam presentes. A festa paraense parecia certa, quando o Paysandu abriu o placar com Mário Sérgio, aos 25 do 1º tempo. Cerca de 20 minutos depois, Igor Bolt empatou para a "Onça-pintada" e Sassá, aos 12 do 2º tempo, virou o placar em favor do Amazonas, calando a todos, num episódio que repercutiu entre radialistas paraenses e amazonenses sendo chamado de "Mangueiraço".
- 1º de outubro de 2023 - Paysandu  1x2  Amazonas - Estádio Mangueirão, Belém do Pará.

#### A conquista do acesso
O clube chegou à última rodada do Quadrangular, onde enfrentou o Botafogo-PB, qualificado para disputar o acesso e também a vaga na final do Campeonato. Mediante isso, o clube passou pelo fenômeno de união das torcidas amazonenses que prometera lotar a Arena da Amazônia, algo que já havia ocorrido com São Raimundo, América e Manaus. Dias antes da partida, o clube recebeu apoio até de Neymar, que disse "Fala rapaziada do Amazonas. Passando aqui para desejar um abraço pra vocês e desejar bom jogo. Fica com Deus e boa sorte!".
O jogo foi disputado em 7 de Outubro de 2023, diante de público divulgado de 44.500 pessoas presentes, das quais 41.850 eram pagantes, estabelecendo o novo recorde de público pagante do estádio. O Amazonas venceu o clube paraibano por 2 a 0, com gols de Diego Torres e Rafael Tavares. Com a vitória a "Onça-pintada" não só garantiu seu acesso para a Série B, levando o estado do Amazonas de volta ao 2º nível do futebol nacional após 17 anos de ausência, como também se garantiu na final da competição, onde enfrentou o Brusque.
- 1º de outubro de 2023 - Amazonas  2x0  Botafogo - Arena da Amazônia, Manaus (44.500 torcedores presentes).

#### A Final
No primeiro jogo da final, o Amazonas não saiu do empate em 0 a 0, diante do Brusque. No retorno, jogando no Estádio Augusto Bauer, em Brusque, a "Onça" conquistou sua 8ª vitória como visitante, desta vez por 2 a 1. O adversário saiu a frente no placar aos 11 minutos do 1º tempo, com Guilherme Queiróz convertendo cobrança de pênalti. O gol de empate veio no final do mesmo tempo, aos 44 minutos, quando em cobrança rapida de falta, a bola chega a Diego Torres que coloca no canto do gol. O gol da virada veio pelos pés do artiheiro Sassá, aos 11 do 2º tempo. O resultado permaneceu assim até o apito final, consagrando o Amazonas campeão da Série C do Campeonato Brasileiro de 2023, um título inédito para o estado do Amazonas.
- 22 de outubro de 2023 - Brusque  1x2  Amazonas - Estádio Augusto Bauer, Brusque.[51]
- O time inicial do Amazonas, Titulares: Edson Marden, Patrick, Maycon, Jackson, PH, Julio Rusch, Igor Bolt, Ítalo, Rafael Tavares, Diego Torres e Sassá; Reservas: Marcão, Alison, Yuri Ferraz, Jorge Jiménez, Victor Sallinas, Xavier, Charles, Luan Santos, DG, Foguinho e Lucas Silva. Técnico: Luizinho Vieira.

## Questão orçamentária
Desde que surgiu, o Amazonas sempre foi um clube de grande poder aquisitivo, logo se destacando. Durante a temporada de 2023, o Amazonas foi alvo de polêmica por ter sido beneficiado por verbas públicas especiais de cerca de R$ 3,5 milhões destinados apenas ao clube, por meio de emenda parlamentar da deputada estadual Joana Darc.
Em dezembro de 2023, o presidente do clube, Wesley Couto, informou que para toda a temporada de 2024 o planejamento é investir a partir de R$70 milhões. Couto afirmou que estaria trabalhando com um fundo de investimento internacional, mas não informou o nome da associação envolvida.

## Símbolos

### Escudo
O escudo da agremiação, assim como seu uniforme, foram concebidos por Roberto Peggy. O escudo consta de um hexágono convexo irregular com três camadas alternadas em preto(1ª)-amarelo(2ª)-preto(3ª). Na terceira camada, de cor preta, um circulo engole parte da quarta camada que é amarela, esta que possui em sua parte superior um pentágono negro onde se encontra a inscrição "Amazonas F.C". em cor branca. Há ainda seis faixas pretas sobre as quais está a cabeça de uma Onça-pintada. Abaixo deste escudo há um pequeno ramalhete dourado.
Em 2022, houve duas modificações no texto "Amazonas F.C", com a fonte do texto sendo alterada e agora em cor amarela em vez da branca, limitando o escudo ao preto e amarelo.
Em 14 de novembro de 2023, o clube apresentou ao público novas alterações em seu escudo. Adicionou três estrelas no topo do mesmo, uma a direita representando o título da segunda divisão estadual de 2019 (primeira conquista profissional do clube) e a da esquerda representando o título da primeira divisão de 2023, enquanto ao centro uma estrela maior representando a conquista da Série C do Campeonato Brasileiro de 2023. Além disso, foram removidas as letras "F.C" deixando apenas o "Amazonas" no escudo.

### Uniformes
Em sua concepção original, o clube contou com uniformes confeccionados pela empresa JLobo. O padrão apresentado pelo Amazonas foi o seguinte:
- Primeiro uniforme - camisa, calção e meiões amarelos, com detalhes pretos;
- Segundo uniforme - camisa, calção e meiões brancos, com detalhes amarelos e pretos;
- Terceiro uniforme - camisa, calção e meiões pretos, com detalhes amarelos;
- Primeiro uniforme de goleiro - camisa, calção e meiões azuis, com detalhes pretos;
- Segundo uniforme de goleiro - camisa, calção e meiões vermelhos, com detalhes pretos;

#### Uniformes atuais

##### Jogadores de linha
- Uniforme principal: camisa amarela, calção e meiões amarelos;
- Uniforme de visitante: camisa preta, calção e meias pretas;
- Uniforme alternativo: camisa branca, calção e meias brancas;
- Uniforme alternativo: camisa listrada em amarelo, preto e branco, calção e meias pretas.

##### Goleiros
- Camisa azul, calção e meiões azuis;
- Camisa vermelha, calção e meias vermelhas;
- Camisa cinza, calção e meias cinzas.

### Cores
Apesar do nome, o Amazonas fugiu da combinação vermelho e azul, já adotada por outros clubes do estado como Fast Clube e Sul América, adotando assim como suas cores oficiais o amarelo, o branco e o preto, ganhando a alcunha de "aurinegro amazonense"

### Mascote

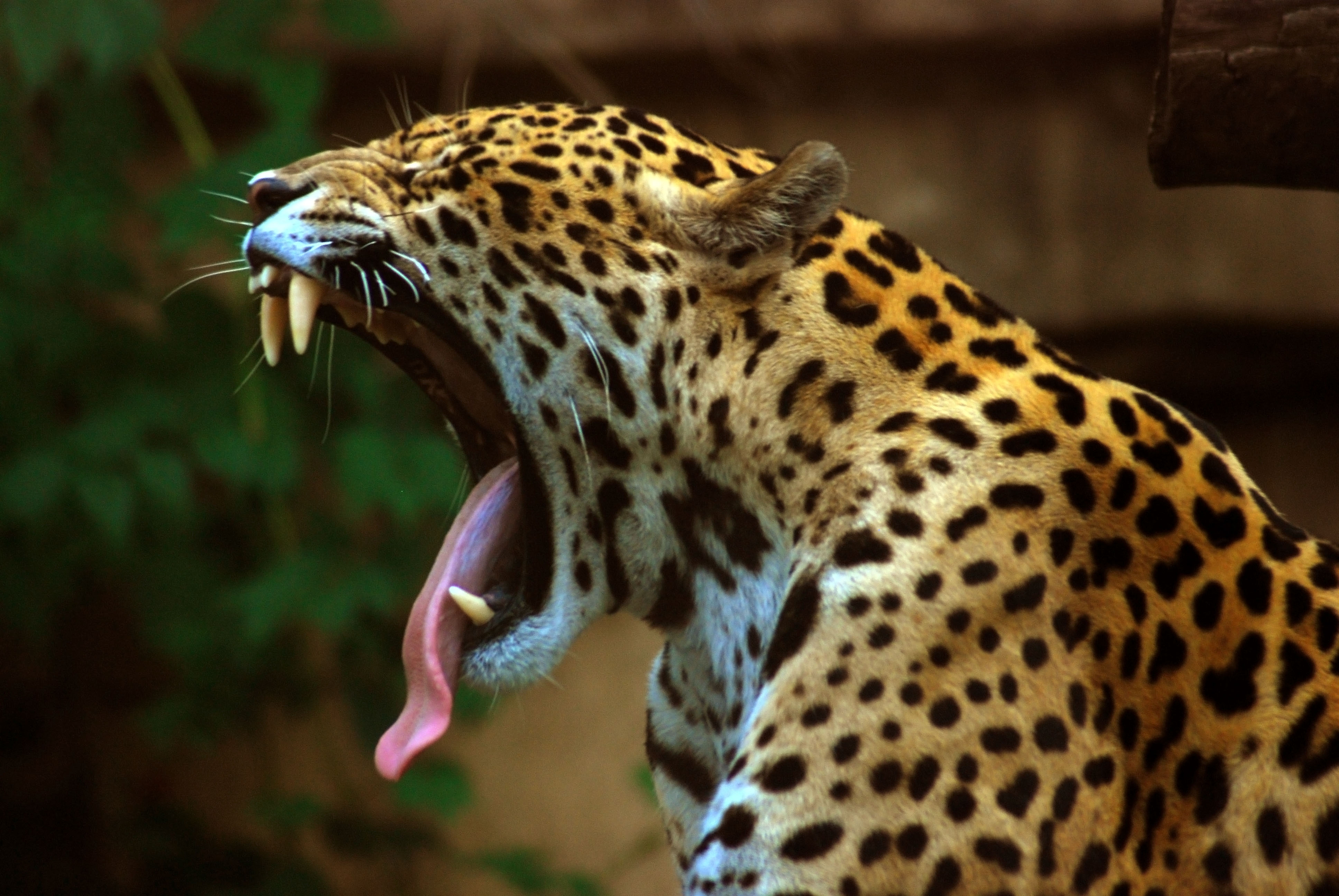
A Onça-pintada, um dos símbolos do Estado do Amazonas, mascote do clube

O Amazonas escolheu a Onça-pintada como mascote, animal que é um dos símbolos do estado do Amazonas. Por conta do animal se deram as cores do clube e este está também presente no escudo. Em 22 de janeiro de 2023, o clube apresentou em suas redes sociais a fantasia oficial do mascote do clube, anunciando ainda um concurso para a escolha do nome dele. Após um dia de sugestões e quase 200 nomes sugeridos, foram selecionadas quatro sugestões: Fera, Furiosa, Indomável e Naurú. Então, nova votação foi aberta na rede social Instagram e após dois dias e cerca de 1.500 interações o nome "Fera" foi escolhido com 48% dos votos.

## Rivalidades
O Amazonas é um dos clubes mais jovens do futebol amazonense e por isso, ainda não possui grandes rivais, uma vez que outros clubes ainda não possuem paginas de destaque em sua história. Porém, dentre todos há maior destaque, ao menos atual, nos confrontos com o São Raimundo. Contra o "Tufão da Colina" o aurinegro fez sua primeira final profissional no Campeonato Amazonense de Futebol de 2019 - Segunda Divisão onde venceu a decisiva por 3x1 e se sagrou campeão. Mais tarde, um novo enfrentamento decisivo, desta vez pelas quartas de final da Primeira Divisão de 2021 e desta vez quem levou a melhor foi o adversário: após vencer o primeiro jogo por 2x1 o Amazonas foi derrotado no segundo por 3x1 e foi eliminado.
Em outro episódio importante da história do Amazonas contou com o São Raimundo. Na estreia da Onça em competições nacionais, o clube alviceleste compartilhou do mesmo grupo na primeira fase do Campeonato Brasileiro de Futebol de 2022 - Série D. O primeiro encontro pela competição foi em 15 de maio, na Arena da Amazônia com empate em 2 a 2, depois do Amazonas chegar a abrir 2 a 0; em 19 de junho um novo empate, desta vez por 1 a 1, em partida disputada no Estádio Ismael Benigno.

## Torcida
O Amazonas possui bons números de torcedores e simpatizantes que acompanham o clube deste sua fundação. O clube teve o maior público do 1⁰ Turno do Campeonato Amazonense de 2024, com cerca de 17 mil pagantes. Em nível nacional, o Amazonas teve o maior público da história do Carlos Zamith durante a Série B de 2024. Em outro episódio, num jogo contra o Botafogo-PB durante a Série C de 2023, o Amazonas teve o maior público pagante da história da Arena da Amazônia, com 41.850 pagantes.
O clube conta com as seguintes torcidas organizadas:
- Torcida Organizada Amigos da Onça[64]
- Torcida Organizada Raça Amazonas[65]
- Torcida Organizada Fúria Amazonense[66]
- Torcida Organizada Garra Brava[67]
- Torcida Organizada Onça Chopp[68]
- Torcida Organizada Jovem Amazonas[69]
- Movimento Barra 19[70]

## Títulos
| NACIONAIS | NACIONAIS                          | NACIONAIS | NACIONAIS  |
|           | Competição                         | Títulos   | Temporadas |
| --------- | ---------------------------------- | --------- | ---------- |
|           | Campeonato Brasileiro - Série C    | 1         | 2023       |
| ESTADUAIS |                                    |           |            |
|           | Competição                         | Títulos   | Temporadas |
|           | Campeonato Amazonense              | 2         | 2023, 2025 |
|           | Campeonato Amazonense - 2ª Divisão | 1         | 2019       |

### Outras conquistas
- Taça Rio Solimões (1° turno): 2024, 2025

## Categorias de Base
O Amazonas nas categorias de base, possui os seguintes títulos:
- Campeonato Amazonense Sub-16: 2023[71] e 2024[72]
- Campeonato Amazonense Sub-14: 2023[73]

## Estatísticas
Um clube jovem, o Amazonas conseguiu grandes êxitos logo nos seus primeiros anos no cenário nacional. Em 2022, estreando na Série D, logo conquistou o acesso, chegando às Semifinais. Em 2023, novamente estreante, desta vez na Série C, e novamente um acesso, agora premiado com a 1ª final de um torneio nacional.

### Participações
|  | Participações em 2025 |

| Competição | Competição            | Temporadas | Melhor campanha                | Estreia | Última | P | R |
| Amazonas   | Campeonato Amazonense | 6          | Campeão (2023 e 2025)          | 2020    | 2025   |   | – |
| Amazonas   | Segunda Divisão       | 1          | Campeão (2019)                 | 2019    | 2019   | 1 |   |
|            | Copa Verde            | 2          | Quartas de final (2024 e 2025) | 2024    | 2025   |   |   |
| Brasil     | Série B               | 2          | 11º colocado (2024)            | 2024    | 2025   | – | – |
| Brasil     | Série C               | 1          | Campeão (2023)                 | 2023    | 2023   | 1 | – |
| Brasil     | Série D               | 1          | 3º colocado (2022)             | 2022    | 2022   | 1 |   |
| Brasil     | Copa do Brasil        | 2          | 3ª fase (2024)                 | 2024    | 2025   |   |   |

## Atletas

### Jogadores conhecidos
O clube, desde sua fundação, sempre trouxe jogadores de algum renome para compor seu elenco, dentre os quais podemos citar:
- Maikon Leite - veio para Manaus para defender a "Onça-pintada" em 2020, na estreia do clube na Primeira Divisão estadual, atuando em 6 partidas, onde fez 3 gols e deu 3 assistências. Saiu após seu contato expirar.[74]
- Soares - Chegou ao clube para disputar o estadual de 2020, onde atuou em 6 partidas e fez 1 gol. Voltou ao clube no início da temporada de 2022,[75] onde fez mais 7 gols com a camisa aurinegra. Deixou o clube em Julho daquele ano para defender o Unidos do Alvorada.[76]
- Ibson - o volante chegou ao Amazonas em Janeiro de 2021, para disputar a reedição do Campeonato Amazonense de 2020 e a edição  de 2021, voltando também para disputar o estadual de 2022. No período em que defendeu o clube, foi capitão e atuou em 22 partidas. Após comum acordo, se desligou do clube como jogador.[77]
- Marion - o atacante foi anunciado para a temporada de 2021,[78] vestiu a camisa 10 e fez 5 gols em 9 jogos, e por conta disso, voltou para o clube em 2022.[79] Em 2022, atuou por 8 jogos, até sua rescisão ser protocolada no BID, em Abril.[80]
- Adriano Pagode - o volante foi um dos anunciados para disputar a reedição do estadual de 2020 e a edição de 2021, em 2021.[81] Após atuar em apenas 6 partidas, foi desligado do clube em Abril de 2021, antes da fase final do campeonato estadual.[82]
- Walter - chegou ao clube em 2022, para disputar a reta final do Campeonato Amazonense de Futebol de 2022 e também a Série D. Deixou o Santa Cruz e veio para o clube aurinegro com a proposta de receber o dobro do que recebia em Recife. Fez apenas dois jogos e se contundiu, ficando algum tempo no Departamento Médico até a decisão de sair do clube, em comum acordo com a diretoria.[83]
- Sassá - considerado uma aposta de risco, por conta do seu histórico recente, Sassá chegou ao Amazonas para disputar o Campeonato Brasileiro de Futebol de 2023 - Série C.[84] Em Manaus o jogador reviveu seu auge, marcando 18 gols em 22 jogos e conquistando o título e a artilharia da competição, se tornando o grande nome da história do clube.[85]

### Artilheiros de competições nacionais
Nas duas participações do clube no Campeonato Brasileiro de Futebol (Série D 2022 e Série C 2023), o clube teve os artilheiros das competições.
| Jogador        | Gols | Competição                                         |
| -------------- | ---- | -------------------------------------------------- |
| Ítalo          | 11   | Campeonato Brasileiro de Futebol de 2022 - Série D |
| Rafael Tavares | 11   | Campeonato Brasileiro de Futebol de 2022 - Série D |
| Sassá          | 18   | Campeonato Brasileiro de Futebol de 2023 - Série C |